# Kaguya hercegnő története
Kaguya hercegnő története (かぐや姫の物語; Hepburn: Kaguya-hime no Monogatari) 2013-ban bemutatott japán animációs történelmi fantasyfilm, amelyet Takahata Iszao rendezett.
A film 2013. november 23-án került a japán mozikba a Toho forgalmazásában. Magyarországon 2015. november 6-án mutatta be a Digi Film.

## Cselekmény
A szegény bambuszvágó Okina egy nap ragyogó bambuszt talál. Felnyitva miniatűr nőt talál benne, aki csecsemővé válik, amikor hazaviszi. Feleségével, Ōnával együtt neveli fel a gyorsan növekvő lelencgyermeket, akit Hercegnőnek (Hime) neveznek el. Mivel olyan gyorsan nő, mint egy friss bambusz, a falubeli gyerekek Takenokónak (bambuszcsíra; bambuszgyerek) szólítják. Takenoko élvezi egyszerű életét, és összebarátkozik a többi gyerekkel, különösen Szutemaruval. Nevelőapja azonban aranyat és finom szövetet talál a többi bambusznövényben, amit felkérésnek tekint arra, hogy nevelt gyermekét hercegnőként nevelje fel. Ezért Takenokóval és feleségével egy fővárosi birtokra költözik, ahol szolgák veszik őket körbe. A lánynak nemesasszonyként kell felnőnie, és a japán udvar egyik hölgye ennek megfelelően neveli és öltözteti. A lány küzd a nemesi korlátokkal, és visszavágyik korábbi vidéki életébe. Nagykorúvá válásakor hivatalosan megkapja a Csillogó (Kaguja) hercegnő nevet. A bambuszvágó ünnepséget tart, ahol Kaguja hallja, hogy a vendégek kigúnyolják apja próbálkozását, hogy parasztlányból pénzzel csináljon nemest. Kaguja kétségbeesésében elmenekül a fővárosból, visszaszalad a hegyekbe, hogy megkeresse Szutemarut és többi barátját, de rájön, hogy mindannyian elköltöztek. Elájul a hóban, és az ünnepségen tér magához. Kaguja egyre szépül, és vonzza a kérőket. Öt nemesember próbál udvarolni neki, mitikus kincsekhez hasonlítva őt. Mivel Kaguja nem akar házasodni, lehetetlennek tűnő feladatként azt mondja nekik, hogy csak ahhoz megy feleségül, aki el tudja hozni neki az említett mitikus kincset. A tavasz beköszöntével a hercegnő szeretné látni a cseresznyevirágzást. Édesanyjával és egy szolgálóval visszatérnek falujukba, ahol a régi kunyhótól nem messze virágzó fa áll. A lány boldogan kavarog a szirmok között, de belebotlik egy gyermekbe. A gyermek családja a bocsánatáért könyörög, majd távozik, emlékeztetve Kaguját nemesi identitására és státuszára. A fővárosba tartó visszaúton elakad a szekér, amin a csoport utazik. Kintről lárma hallatszik és Kaguja észreveszi, hogy több férfi rohan az utcán. Egyikükben felismeri Szutemarut, aki éppen lopott csirkével menekül. Képtelen visszafogni magát, és odakiált neki, de miután rájön, hogy hol áll a társadalomban, gyorsan visszahúzódik a kocsiba, miközben az elhajt. Szutemaru megpróbál utána menni, de üldözői megverik, miközben Kaguja sír. Két kérő hamisítványokkal próbálja meggyőzni, a harmadik feladja a keresést, a negyedik pedig kincs helyett virágot szán Kagujának, de a felesége megtalálja, mielőtt Kaguja elfogadhatná. Amikor az utolsó kérő kincskeresés közben meghal, Kaguja mély szomorúságba esik. A japán császár felfigyel Kaguja szépségére, megpróbálja elrabolni, de a lány meggyőzi a császárt, hogy távozzon. Kaguja felfedi szüleinek származását. Egykor a Hold lakója volt, de bízva abban, hogy a Földre száműzik, hogy megtapasztalhassa a halandó életet, megszegte annak törvényeit. Amikor a császár közeledett hozzá, némán könyörgött a Holdnak, hogy segítsen neki. Meghallva imáját, a Hold visszaadta emlékeit, és megígérte, hogy a következő teliholdkor rehabilitálják. Kaguja kifejezi a Földhöz való ragaszkodását és vonakodását a távozással kapcsolatban; a bambuszvágó megesküszik, hogy megvédi őt, és nekilát, hogy erőddé alakítsa a házat. Kaguja visszatér szülőfalujába, és megtalálja Szutemarut. Szerelmet vallanak egymásnak, örömükben átrepülnek a vidék felett, majd találkoznak a Holddal és lezuhannak. Szutemaru egyedül ébred, visszatér feleségéhez és gyermekéhez, az élményt álomként értelmezve. A telihold éjszakáján a Buddha által vezetett égi lények menete alászáll a Holdról, és az erőd nem tudja őket feltartóztatni. Egy kísérő felajánlja Kagujának a köntöst, amely kitörli földi emlékeit. Még egyszer utoljára átöleli a családját, mielőtt a köntös őt is átöleli. Elmennek, a bambuszvágó és felesége pedig kétségbeesik. Ahogy Kaguja visszanéz a Földre, könnyek töltik meg a szemét.

## Szereplők
| Szereplő                               | Japán hang               | Angol hang                         | Magyar hang                                                                    |
| -------------------------------------- | ------------------------ | ---------------------------------- | ------------------------------------------------------------------------------ |
| Kaguja hercegnő                        | Aszakura AkiN/A          | Chloë Grace MoretzN/ACaitlyn Leone | Vági Viktória (felnőttként)Hermann Lilla (kamaszként)Gyarmati Laura (fiatalon) |
| Szutemaru                              | Kora KengoN/A            | Darren CrissN/A                    | Kékesi Gábor (felnőttként)N/A (kamaszként)Császár András (fiatalon)            |
| Okina, bambuszvágó öregember           | Csii Takeo               | James Caan                         | Kajtár Róbert                                                                  |
| Óna, a bambuszvágó felesége / Narrátor | Mijamoto Nobuko          | Mary Steenburgen                   | Menszátor Magdolna                                                             |
| Szagami úrnő                           | Takahata Acuko           | Lucy Liu                           | Bertalan Ágnes                                                                 |
| Novarava Me                            | Tabata Tomoko            | Hynden Walch                       | N/A                                                                            |
| Noakita Inbe                           | Sinoszuke Tatekava       | George Segal                       | Botár Endre                                                                    |
| Isicukuri herceg                       | Kamikava Takaja          | James Marsden                      | Seder Gábor                                                                    |
| Noudajdzsin Abe főminiszter            | Idzsúin Hikaru           | Oliver Platt                       | Szokol Péter                                                                   |
| Otomo főtanácsos                       | Uzaki Rjúdó              | Daniel Dae Kim                     | Gubányi György István                                                          |
| Császár                                | Sicsinoszuke Nakamura II | Dean Cain                          | Czető Roland                                                                   |
| Kuramocsi herceg                       | Hasizume Iszao           | Beau Bridges                       | Gyurin Zsolt                                                                   |
| Iszonokami tanácsos                    | Kodzso Tamaki            | John Cho                           | Oroszi Tamás                                                                   |
| Nokata Kita                            | Yukiji Asaoka            | Emily Bridges                      | N/A                                                                            |
| Noródzsin Szumijaki                    | Nakadai Tacuja           | N/A                                | N/A                                                                            |
| Holdistennő                            | N/A                      | Elisa Gabrielli                    | N/A                                                                            |

### Magyar változat
- Főcím: Endrédi Máté
- Magyar szöveg: Parajdi Kornélia
- Hangmérnök: Nemes László
- Vágó: Baja Gábor
- Gyártásvezető: Masoll Ildikó
- Szinkronrendező: Vági Tibor

A szinkront a Masterfilm Digital Kft. készítette el.

## A film készítése
Takahata gyermekként olvasta A bambuszvágó meséjét. Emlékezett rá, hogy nehezen tudott azonosulni és együtt érezni a főhősnővel; számára a "hősnő átalakulása rejtélyes volt", és hogy "nem váltott ki [belőle] semmiféle empátiát". 1960-ban Takahata egy lehetséges adaptációra készült munkaadója, a Toei Animation számára, amit végül elvetettek. 1960-ban a mese újraolvasása után rájött, hogy a történet szórakoztató lehet, amennyiben az adaptáció lehetővé teszi a közönség számára, hogy megértse, hogyan érez Kaguja hercegnő.
A Studio Ghibli 2008-ban hozta nyilvánosságra, hogy Takahata Iszao „egészestés” filmen dolgozik. 2009-ben a 62. Locarnói Nemzetközi Filmfesztiválon Takahata bejelentette, hogy A bambuszvágó öregember meséi című japán irodalmi mese alapján filmet akar rendezni. Kaguja hercegnő meséjét a Nippon TV finanszírozta, amelynek néhai elnöke, Udzsiie Seiicsiro ötmilliárd jent (kb. 40 millió amerikai dollár) adott a projektre. Udzsiie nagyon szerette Takahata munkásságát, és könyörgött a Ghibli producerének, Szuzuki Tosionak, hogy Takahata készíthessen még egy filmet. Udzsiie 2011. március 3-án meghalt, de még lehetősége nyílt a forgatókönyvet megtekintenie.

## Bemutató
A Kaguya hercegnő történetét eredetileg úgy jelentették be, hogy Japánban egyszerre mutatják be 2013 nyarán a Szél támad című másik Ghibli-filmmel – Mijazaki Hajao filmjével, ami a Totoro – A varázserdő titka és a Szentjánosbogarak sírja című filmek 1988-as bemutatása óta az első alkalom lett volna, hogy a két rendező munkáit együtt mutatják be. Azonban 2013 februárjában a forgalmazó Toho bejelentette, hogy a Kaguya hercegnő megjelenését 2013. november 23-ra halasztják arra hivatkozva, hogy a forgatókönyv még nem teljesen készült el. 2014. március 12-én a GKIDS független forgalmazó bejelentette, hogy megszerezte a film amerikai jogait, és kiadja a Studio Ghibli és Frank Marshall által készített angol szinkronizált változatot. Az angol szinkronban Chloë Grace Moretz adja a címszereplő hangját. A film Észak-Amerikában 2014. október 17-én került a mozikba, majd 2015. február 17-én DVD-n és Blu-rayen is megjelent. A filmet beválogatták a 2014-es cannes-i fesztivál Director's Fortnight szekciójába. Észak-amerikai premierjére a 2014-es Torontói Nemzetközi Filmfesztiválon került sor a fesztivál „Masters” programjában.

## Bevételi adatok
A film a nyitó hétvégén Japánban 284 millió jen (2,8 millió amerikai dollár) bevétellel az első helyen debütált. 2014. február 2-ig 2 313 602 733 jen (22 613 153 amerikai dollár) bevételt ért el a japán jegypénztárakban. Ezt követően 2,47 milliárd jen (25,31 millió amerikai dollár) bevételt termelt Japánban, ahol 2014-ben a tizenegyedik legtöbb bevételt hozó japán film lett.
Észak-Amerikában 703 232 amerikai dollárt, más országokban 969 920 amerikai dollárnak, világszerte pedig 27,02 millió amerikai dollárnak megfelelő összeget gyűjtött.